# Gran Premio de la República Checa de Motociclismo
El Gran Premio de la República Checa de Motociclismo (hasta 1992: Gran Premio de Checoslovaquia de Motociclismo) es una carrera de motociclismo de velocidad que se corre en la República Checa desde el año 1947. A partir de la edición 1965, la competición fue fecha puntuable del Campeonato Mundial de Motociclismo (salvo entre 1983 y 1986). La primera edición se corrió en Praga, luego en un circuito rutero cerca de las localidades de Brno, Bosonohy y Žebetín, y desde 1987 hasta 2020 en el autódromo de Brno. Desde 2025 se disputa de nuevo en el circuito de Brno.
Giacomo Agostini, Max Biaggi y Valentino Rossi son los máximos ganadores del Gran Premio con siete victorias cada uno. Atendiendo únicamente a la categoría reina, Valentino Rossi logró cinco victorias, mientras que Giacomo Agostini y Marc Márquez ganaron en cuatro ocasiones.

## Ganadores del Gran Premio de la República Checa/Checoslovaquia de Motociclismo

### Ganadores múltiples (pilotos)
| # Victorias | Piloto           | Victorias | Victorias              |
| # Victorias | Piloto           | Categoría | Años ganador           |
| ----------- | ---------------- | --------- | ---------------------- |
| 7           | Giacomo Agostini | 500cc     | 1968, 1969, 1972, 1973 |
| 7           | Giacomo Agostini | 350cc     | 1968, 1969, 1970       |
| 7           | Max Biaggi       | MotoGP    | 2002                   |
| 7           | Max Biaggi       | 500cc     | 1998, 2000             |
| 7           | Max Biaggi       | 250cc     | 1994, 1995, 1996, 1997 |
| 7           | Valentino Rossi  | MotoGP    | 2003, 2005, 2008, 2009 |
| 7           | Valentino Rossi  | 500cc     | 2001                   |
| 7           | Valentino Rossi  | 250cc     | 1999                   |
| 7           | Valentino Rossi  | 125cc     | 1996                   |
| 6           | Mike Hailwood    | 500cc     | 1965, 1966, 1967       |
| 6           | Mike Hailwood    | 350cc     | 1966, 1967             |
| 6           | Mike Hailwood    | 250cc     | 1966                   |
| 6           | Phil Read        | 500cc     | 1974, 1975             |
| 6           | Phil Read        | 250cc     | 1965, 1967, 1968       |
| 6           | Phil Read        | 125cc     | 1968                   |
| 5           | Anton Mang       | 350cc     | 1980, 1981             |
| 5           | Anton Mang       | 250cc     | 1980, 1981, 1987       |
| 5           | Jorge Lorenzo    | MotoGP    | 2010, 2015             |
| 5           | Jorge Lorenzo    | 250cc     | 2006, 2007             |
| 5           | Jorge Lorenzo    | 125cc     | 2004                   |
| 5           | Marc Márquez     | MotoGP    | 2013, 2017, 2019, 2025 |
| 5           | Marc Márquez     | Moto2     | 2012                   |
| 4           | Kork Ballington  | 350cc     | 1978, 1979             |
| 4           | Kork Ballington  | 250cc     | 1978, 1979             |
| 4           | Dani Pedrosa     | MotoGP    | 2012, 2014             |
| 4           | Dani Pedrosa     | 250cc     | 2005                   |
| 4           | Dani Pedrosa     | 125cc     | 2003                   |

### Ganadores múltiples (Constructores)
| # Victorias | Constructor     | Victorias | Victorias                                                                    |
| # Victorias | Constructor     | Categoría | Años Ganador                                                                 |
| ----------- | --------------- | --------- | ---------------------------------------------------------------------------- |
| 43          | Honda           | MotoGP    | 2003, 2004, 2011, 2012, 2013, 2014, 2016, 2017, 2019                         |
| 43          | Honda           | 500 cc    | 1966, 1967, 1987, 1988, 1994, 1996, 1997, 1998, 1999, 2001                   |
| 43          | Honda           | Moto3     | 2014, 2015, 2017, 2018, 2020                                                 |
| 43          | Honda           | 350 cc    | 1965, 1966, 1967                                                             |
| 43          | Honda           | 250 cc    | 1966, 1987, 1989, 1990, 1991, 1997, 2005                                     |
| 43          | Honda           | 125 cc    | 1966, 1990, 1993, 1997, 1998, 1999, 2001, 2003, 2005                         |
| 31          | Yamaha          | MotoGP    | 2002, 2005, 2008, 2009, 2010, 2015                                           |
| 31          | Yamaha          | 500 cc    | 1977, 1990, 1991, 1993, 1995, 2000                                           |
| 31          | Yamaha          | 350cc     | 1971, 1972, 1973                                                             |
| 31          | Yamaha          | 250 cc    | 1965, 1967, 1968, 1970, 1971, 1972, 1973, 1975, 1977, 1982, 1988, 2000       |
| 31          | Yamaha          | 125cc     | 1967, 1968, 1974, 1975                                                       |
| 25          | Aprilia         | 250 cc    | 1993, 1994, 1995, 1996, 1998, 1999, 2001, 2002, 2003, 2004, 2006, 2007, 2008 |
| 25          | Aprilia         | 125 cc    | 1994, 1995, 1996, 2000, 2002, 2006, 2007, 2008, 2009, 2010, 2011             |
| 10          | MV Agusta       | 500cc     | 1965, 1968, 1969, 1972, 1973, 1974, 1975                                     |
| 10          | MV Agusta       | 350cc     | 1968, 1969, 1970                                                             |
| 9           | Kawasaki        | 350cc     | 1978, 1979, 1980, 1981                                                       |
| 9           | Kawasaki        | 250 cc    | 1978, 1979, 1980, 1981                                                       |
| 9           | Kawasaki        | 125 cc    | 1969                                                                         |
| 9           | Kalex           | Moto2     | 2013, 2014, 2015, 2016, 2017, 2019, 2020, 2025                               |
| 9           | Kalex           | Moto3     | 2012                                                                         |
| 5           | Harley-Davidson | 350cc     | 1976                                                                         |
| 5           | Harley-Davidson | 250 cc    | 1974, 1975, 1976, 1977                                                       |
| 5           | KTM             | MotoGP    | 2020                                                                         |
| 5           | KTM             | Moto2     | 2018                                                                         |
| 5           | KTM             | Moto3     | 2013, 2019, 2025                                                             |
| 4           | Derbi           | 125cc     | 1971, 1988, 2004                                                             |
| 4           | Derbi           | 80cc      | 1988                                                                         |
| 4           | Ducati          | MotoGP    | 2006, 2007, 2018, 2025                                                       |
| 3           | Suzuki          | 500cc     | 1976, 1989                                                                   |
| 3           | Suzuki          | 125cc     | 1965                                                                         |
| 2           | Jamathi         | 50cc      | 1969, 1970                                                                   |
| 2           | Motobécane      | 125cc     | 1979, 1980                                                                   |
| 2           | Bultaco         | 50cc      | 1978, 1981                                                                   |
| 2           | Garelli         | 125cc     | 1982, 1987                                                                   |
| 2           | Krauser         | 80cc      | 1987, 1989                                                                   |
| 2           | Suter           | Moto2     | 2011, 2012                                                                   |

### Por Año
| Año       | Circuito     | Moto3                 | Moto3        | Moto2            | Moto2        | MotoGP           | MotoGP       |
| Año       | Circuito     | Piloto                | Constructor  | Piloto           | Constructor  | Piloto           | Constructor  |
| --------- | ------------ | --------------------- | ------------ | ---------------- | ------------ | ---------------- | ------------ |
| 2025      | Brno         | José Antonio Rueda    | KTM          | Joe Roberts      | Kalex        | Marc Márquez     | Ducati       |
| 2021-2024 | No disputado | No disputado          | No disputado | No disputado     | No disputado | No disputado     | No disputado |
| 2020      | Brno         | Dennis Foggia         | Honda        | Enea Bastianini  | Kalex        | Brad Binder      | KTM          |
| 2019      | Brno         | Arón Canet            | KTM          | Álex Márquez     | Kalex        | Marc Márquez     | Honda        |
| 2018      | Brno         | Fabio Di Giannantonio | Honda        | Miguel Oliveira  | KTM          | Andrea Dovizioso | Ducati       |
| 2017      | Brno         | Joan Mir              | Honda        | Thomas Lüthi     | Kalex        | Marc Márquez     | Honda        |
| 2016      | Brno         | John McPhee           | Peugeot      | Jonas Folger     | Kalex        | Cal Crutchlow    | Honda        |
| 2015      | Brno         | Niccolò Antonelli     | Honda        | Johann Zarco     | Kalex        | Jorge Lorenzo    | Yamaha       |
| 2014      | Brno         | Alexis Masbou         | Honda        | Esteve Rabat     | Kalex        | Dani Pedrosa     | Honda        |
| 2013      | Brno         | Luis Salom            | KTM          | Mika Kallio      | Kalex        | Marc Márquez     | Honda        |
| 2012      | Brno         | Jonas Folger          | Kalex KTM    | Marc Márquez     | Suter        | Dani Pedrosa     | Honda        |
| Año       | Circuito     | 125cc                 | 125cc        | Moto2            | Moto2        | MotoGP           | MotoGP       |
| Año       | Circuito     | Piloto                | Constructor  | Piloto           | Constructor  | Piloto           | Constructor  |
| 2011      | Brno         | Sandro Cortese        | Aprilia      | Andrea Iannone   | Suter        | Casey Stoner     | Honda        |
| 2010      | Brno         | Nicolás Terol         | Aprilia      | Toni Elías       | Moriwaki     | Jorge Lorenzo    | Yamaha       |
| Año       | Circuito     | 125cc                 | 125cc        | 250cc            | 250cc        | MotoGP           | MotoGP       |
| Año       | Circuito     | Piloto                | Constructor  | Piloto           | Constructor  | Piloto           | Constructor  |
| 2009      | Brno         | Nicolás Terol         | Aprilia      | Marco Simoncelli | Gilera       | Valentino Rossi  | Yamaha       |
| 2008      | Brno         | Stefan Bradl          | Aprilia      | Alex Debón       | Aprilia      | Valentino Rossi  | Yamaha       |
| 2007      | Brno         | Héctor Faubel         | Aprilia      | Jorge Lorenzo    | Aprilia      | Casey Stoner     | Ducati       |
| 2006      | Brno         | Álvaro Bautista       | Aprilia      | Jorge Lorenzo    | Aprilia      | Loris Capirossi  | Ducati       |
| 2005      | Brno         | Thomas Lüthi          | Honda        | Daniel Pedrosa   | Honda        | Valentino Rossi  | Yamaha       |
| 2004      | Brno         | Jorge Lorenzo         | Derbi        | Sebastián Porto  | Aprilia      | Sete Gibernau    | Honda        |
| 2003      | Brno         | Daniel Pedrosa        | Honda        | Randy de Puniet  | Aprilia      | Valentino Rossi  | Honda        |
| 2002      | Brno         | Lucio Cecchinello     | Aprilia      | Marco Melandri   | Aprilia      | Max Biaggi       | Yamaha       |
| Año       | Circuito     | 125cc                 | 125cc        | 250cc            | 250cc        | 500cc            | 500cc        |
| Año       | Circuito     | Piloto                | Constructor  | Piloto           | Constructor  | Piloto           | Constructor  |
| 2001      | Brno         | Toni Elías            | Honda        | Tetsuya Harada   | Aprilia      | Valentino Rossi  | Honda        |
| 2000      | Brno         | Roberto Locatelli     | Aprilia      | Shinya Nakano    | Yamaha       | Max Biaggi       | Yamaha       |
| 1999      | Brno         | Marco Melandri        | Honda        | Valentino Rossi  | Aprilia      | Tadayuki Okada   | Honda        |
| 1998      | Brno         | Marco Melandri        | Honda        | Tetsuya Harada   | Aprilia      | Max Biaggi       | Honda        |
| 1997      | Brno         | Noboru Ueda           | Honda        | Max Biaggi       | Honda        | Michael Doohan   | Honda        |
| 1996      | Brno         | Valentino Rossi       | Aprilia      | Max Biaggi       | Aprilia      | Àlex Crivillé    | Honda        |
| 1995      | Brno         | Kazuto Sakata         | Aprilia      | Max Biaggi       | Aprilia      | Luca Cadalora    | Yamaha       |
| 1994      | Brno         | Kazuto Sakata         | Aprilia      | Max Biaggi       | Aprilia      | Michael Doohan   | Honda        |
| 1993      | Brno         | Kazuto Sakata         | Honda        | Loris Reggiani   | Aprilia      | Wayne Rainey     | Yamaha       |

### Por Año (Gran Premio de Checoslovaquia de Motociclismo)
Nota: las ediciones que no formaron parte del Campeonato Mundial de Motociclismo tienen fondo rosa.
| Año  | Circuito | 80 cc             | 125 cc              | 250 cc            | 350 cc             | 500 cc            |
| ---- | -------- | ----------------- | ------------------- | ----------------- | ------------------ | ----------------- |
| 1991 | Brno     |                   | Alessandro Gramigni | Helmut Bradl      |                    | Wayne Rainey      |
| 1990 | Brno     |                   | Hans Spaan          | Carlos Cardús     |                    | Wayne Rainey      |
| 1989 | Brno     | Herri Torrontegui | Àlex Crivillé       | Reinhold Roth     |                    | Kevin Schwantz    |
| 1988 | Brno     | Jorge Martínez    | Jorge Martínez      | Juan Garriga      |                    | Wayne Gardner     |
| 1987 | Brno     | Stefan Dörflinger | Fausto Gresini      | Anton Mang        |                    | Wayne Gardner     |
| 1986 | Brno     | Bruno Casanova    |                     | Hans Lindner      |                    |                   |
| 1985 | Brno     |                   | Paul Bordes         | Massimo Matteoni  |                    |                   |
| 1984 | Brno     |                   |                     |                   |                    | Massimo Messere   |
| 1983 | Brno     |                   |                     |                   |                    | Gustav Reiner     |
| 1982 | Brno     |                   | Eugenio Lazzarini   | Carlos Lavado     | Didier de Radiguès |                   |
| 1981 | Brno     | Theo Timmer       |                     | Anton Mang        | Anton Mang         |                   |
| 1980 | Brno     |                   | Guy Bertin          | Anton Mang        | Anton Mang         |                   |
| 1979 | Brno     |                   | Guy Bertin          | Kork Ballington   | Kork Ballington    |                   |
| 1978 | Brno     | Ricardo Tormo     |                     | Kork Ballington   | Kork Ballington    |                   |
| 1977 | Brno     |                   |                     | Franco Uncini     | Johnny Cecotto     | Johnny Cecotto    |
| 1976 | Brno     |                   |                     | Walter Villa      | Walter Villa       | John Newbold      |
| 1975 | Brno     |                   | Leif Gustafsson     | Michel Rougerie   | Otello Buscherini  | Phil Read         |
| 1974 | Brno     | Henk van Kessel   | Kent Andersson      | Walter Villa      |                    | Phil Read         |
| 1973 | Brno     |                   | Otello Buscherini   | Dieter Braun      | Teuvo Länsivuori   | Giacomo Agostini  |
| 1972 | Brno     |                   | Börje Jansson       | Jarno Saarinen    | Jarno Saarinen     | Giacomo Agostini  |
| 1971 | Brno     | Barry Sheene      | Ángel Nieto         | János Drapál      | Jarno Saarinen     |                   |
| 1970 | Brno     | Aalt Toersen      | Gilberto Parlotti   | Kel Carruthers    | Giacomo Agostini   |                   |
| 1969 | Brno     | Paul Lodewijkx    | Dave Simmonds       | Renzo Pasolini    | Giacomo Agostini   | Giacomo Agostini  |
| 1968 | Brno     |                   | Phil Read           | Phil Read         | Giacomo Agostini   | Giacomo Agostini  |
| 1967 | Brno     |                   | Bill Ivy            | Phil Read         | Mike Hailwood      | Mike Hailwood     |
| 1966 | Brno     |                   | Luigi Taveri        | Mike Hailwood     | Mike Hailwood      | Mike Hailwood     |
| 1965 | Brno     |                   | Frank Perris        | Phil Read         | Jim Redman         | Mike Hailwood     |
| 1964 | Brno     |                   | Luigi Taveri        | Heinz Rosner      | Stanislav Malina   |                   |
| 1963 | Brno     |                   | Luigi Taveri        | Stanislav Malina  | Gustav Havel       | Gustav Havel      |
| 1962 | Brno     |                   |                     | Stanislav Malina  | Jim Redman         | František Šťastný |
| 1961 | Brno     |                   | Jim Redman          | Jim Redman        | František Šťastný  | Rudolf Thalhammer |
| 1960 | Brno     |                   | Ernst Degner        | František Šťastný | František Šťastný  | Gary Hocking      |
| 1959 | Brno     |                   | Ernst Degner        | František Srna    | František Šťastný  | Eric Hinton       |
| 1958 | Brno     |                   | Ernst Degner        | František Bartoš  | František Šťastný  | Dickie Dale       |
| 1957 | Brno     |                   | Ernst Degner        | Helmut Hallmeier  | Helmut Hallmeier   | Gerold Klinger    |
| 1956 | Brno     |                   | František Bartoš    | Horst Kassner     | František Šťastný  | Gerold Klinger    |
| 1955 | Brno     |                   | Václav Parus        | Horst Kassner     | Hans Baltisberger  | Keith Campbell    |
| 1954 | Brno     |                   | František Bartoš    | František Šťastný | Leonhard Faßl      | Gustav Havel      |
| 1952 | Brno     |                   | Bernhard Petruschke | František Bartoš  | František Bartoš   | Antonín Vitvar    |
| 1951 | Brno     |                   |                     |                   |                    | Antonín Vitvar    |
| 1950 | Brno     |                   |                     | Josef Vejvoda     | Antonín Vitvar     | Antonín Vitvar    |
| 1947 | Prague   |                   |                     | Fergus Anderson   | Fergus Anderson    | Ted Frost         |